# لکه‌ای‌سانان
لکه‌ای‌سانان (نام علمی: Arthoniales) نام یک راسته از رده آرتونیومیست است.